# MagiCan

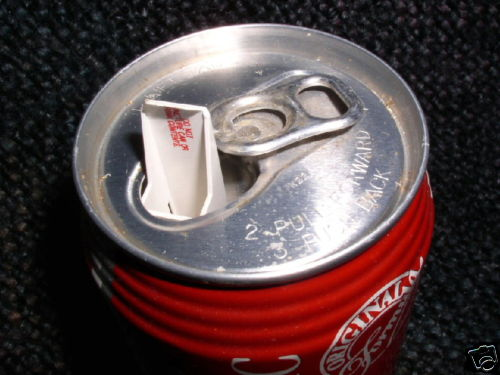
Premios de dinero o cupones de viajes o merchandising cargados por resortes.

MagiCans eran latas especiales y mecánicas utilizadas por The Coca-Cola Company en los Estados Unidos de América como parte de su promoción de USD100 millones "Magic Summer '90". La promoción MagiCan comenzó el 7 de mayo de 1990 y finalizó el 31 de mayo.
En esta promoción, algunas latas de Coca-Cola tenían premios en efectivo o certificados de regalo dentro en lugar de Coca-Cola. Los premios se cargaron por resorte para salir de la abertura una vez que se abrió la lata. El premio sería dinero de USD1 a USD500 o cupones canjeables por viajes o mercadería. La entrega total de cupones en efectivo y premios fue de USD 4 millones. El plan original era distribuir al azar alrededor de 750,000 MagiCans entre los 200 millones de latas de Coca-Cola Classic en circulación en cualquier momento. Para hacer que las latas se sientan y pesen normales, y evitar que las personas encuentren fácilmente las latas premiadas, se llenó un área sellada dentro de las latas con una mezcla de agua clorada y una sustancia maloliente para desalentar el consumo.  Aunque inicialmente fue un gran éxito, lo que llevó a un aumento en las ventas, las dificultades técnicas llevaron a la terminación anticipada de la promoción.  

## Historia
Coca-Cola anunció por primera vez la campaña "Magic Summer '90" en marzo de 1990 enviando MagiCans con dinero a los periodistas. Algunos periodistas escribieron que era cuestionable que una gran corporación enviara efectivo a los reporteros. La campaña continuó sin las MagiCans pero regalando boletos para el Tour Magic Summer de New Kids on The Block patrocinado por Coca-Cola y distribuyendo "MagiCups", que eran vasos de papel con premios en el exterior que se usaban para bebidas en cadenas de comida rápida y otros puntos de venta. 

## Problemas técnicos y terminación anticipada
Algunas latas tuvieron problemas donde, por ej., el mecanismo de apertura funcionaba mal o un mal sello de la lata filtraba la mezcla de agua clorada y dañaba el premio.  Un reporte ampliamente difundido involucraba un niño de 11 años en Massachisetts bebiendo el líquido sin sabor usado para reemplazar la Coca Cola. A pesar de los temores iniciales, el Departamento de Salud Pública de Massachusetts determinó que el agua no era peligrosa, conteniendo una concentración de cloro aún más baja que la de una pileta de natación típica. Preocupados sobre la mala publicidad y posibles problemas judiciales, Coca Cola puso publicidades en diarios y en la televisión en los 50 mercados más grandes de Estados Unidos. Las publicidades de página completa, que salieron una sola vez, advertían a los consumidores que un "muy pequeño número" de latas contenían agua que olía mal pero que no era peligrosa que no debía ser ingerida. Las publicidades tenían un título "Mira bien (Take a good look)" y en letras más pequeñas "Podrías tener una MagiCan" Las publicidades impresas señalaron que las MagiCans podían ser defectuosas, lo cual servía ante potenciales demandas bajo la doctrina de responsabilidad objetiva. Además, el problema con la mezcla de agua clorada no era que podía ser bebida por accidente, sino que se derramaba sobre el premio. Varios ganadores se quejaron de recibir dinero empapado después de abrir una MagiCan.
Cuando Coca-Cola comenzó a recibir quejas sobre las latas defectuosas suspendió temporalmente la distribución de MagiCans a los embotelladores locales. El plan era probar el funcionamiento de las MagiCans antes de la distribución sacudiéndolos para detectar mecanismos defectuosos. La estimación inicial de Coca-Cola era que 120,000 MagiCans estaban en los estantes de las tiendas o en los inventarios de embotelladores en el lanzamiento inicial de los cuales menos del 1 por ciento, o menos de 1,200 latas, estaban defectuosos. Finalmente, Coca-Cola terminó la campaña después de solo tres semanas debido a la publicidad negativa con respecto a las latas defectuosas. Esta publicidad negativa incluyó una caricatura editorial que mostraba a un hombre con gafas de sol abriendo una lata de refresco mientras estaba parado cerca de una valla publicitaria que promocionaba a MagiCans, y luego se quitaba las gafas de sol con sorpresa cuando un pequeño cartel emergía de su lata, diciendo "Compre Pepsi". Los anuncios también recibieron un tratamiento en una edición de 1990 de Zillions, la versión juvenil de la revista Consumer Reports, en donde según sus segmentos anuales de "Premios ZAP" estos anuncios estaban entre los peores anuncios de 1990. La queja de Zillions fue que los anuncios mostraban engañosamente a personas abriendo latas que resultaron ser MagiCans cada vez, haciendo que el concurso parezca más fácil de ganar de lo que realmente era (la revista también hizo la misma queja sobre la promoción "Whopper & Wheels" de Burger King , que recibió mucha menos publicidad).
La decisión de finalizar la campaña se produjo una semana después de que se publicaron los anuncios "Take A Good Look". Coca-Cola luego publicó anuncios que decían a los consumidores que solo quedaban unas pocas latas de premios en el mercado y que estarían "desapareciendo a mediados de junio", la compañía estimó que para ese momento las latas existentes serían compradas y desaparecerían de los estantes. Al momento de la terminación 200,000 de las 750,000 latas promocionales planeadas habían sido distribuidas. Aunque confiaba en gran medida en que no había problemas de seguridad, el anuncio publicitario final de Coca-Cola mostró a New Kids on the Block con una voz en off adicional de Jordan Knight que advertía: "¡Si tienes una lata ganadora, no bebas el líquido!" 
Mientras tanto, su rival Pepsi también hizo un sorteo de premios en 1990 bajo la promoción "Cool Cans". Sin embargo, en lugar de un complicado dispositivo en las latas, cada lata estaba llena de líquido normal y potable y en el fondo de la lata había un número impreso que podría corresponder con un premio, de entre USD25 a USD20,000. El consumidor llamaba a un número gratuito para averiguar si habían ganado. Esta promoción también sufrió una publicidad negativa cuando se descubrió que si dos Cool Cans específicas se apilaban de cierta manera, los diseños parecían deletrear la palabra "Sexo". Coca-Cola intentaría una promoción similar tres años después con "Monsters of the Gridiron", una promoción con temática de Halloween donde las personas podían llamar a un número gratuito e ingresar un código, al que una grabación de una estrella de la NFL les diría si ganaron un premio o no. 
La rápida iniciativa de control de daños de Coca-Cola fue una reminiscencia del fiasco sobre New Coke varios años antes.

## Leyenda urbana
Hubo una leyenda urbana en la década de 1990 y 2000 de que un niño había muerto bebiendo el líquido en uno de los MagiCans. Según Snopes.com, esto se informó como falso, y sus orígenes se remontan a la cobertura mediática de un niño que fue llevado al hospital como medida de precaución después de que su madre sospechara la manipulación del producto.